# Ferenc József-föld
A Ferenc József-föld (oroszul Земля Франца Иосифа [Zemlja Franca Ioszifa]) egy Oroszországhoz tartozó szigetcsoport közel az Északi-sarkhoz. A Jeges-tengeren található Novaja Zemljától (Új-Föld) északra és a Spitzbergáktól keletre. A Ferenc József-föld 191 jéggel borított szigetből áll és gyakorlatilag lakatlan.

## Földrajz

A Ferenc József-föld domborzati térképe

### Fekvése
A 80,0° és 81,9° északi szélességi fok közötti terület, az Északi-sarkhoz legközelebbi szigetcsoport, amelyik Eurázsiához tartozik. Legészakibb pontja a Fligely-fok a Rudolf-szigeten. A szigetcsoport csak 900–1110 kilométerre van az Északi-sarktól, közelebb, mint bármelyik földdarab, kivéve a kanadai Ellesmere-szigetet és Grönlandot.
A szigetek elérése hajóval csak a nyári hónapokban, azon belül is csak néhány hétig lehetséges.

### Időjárás

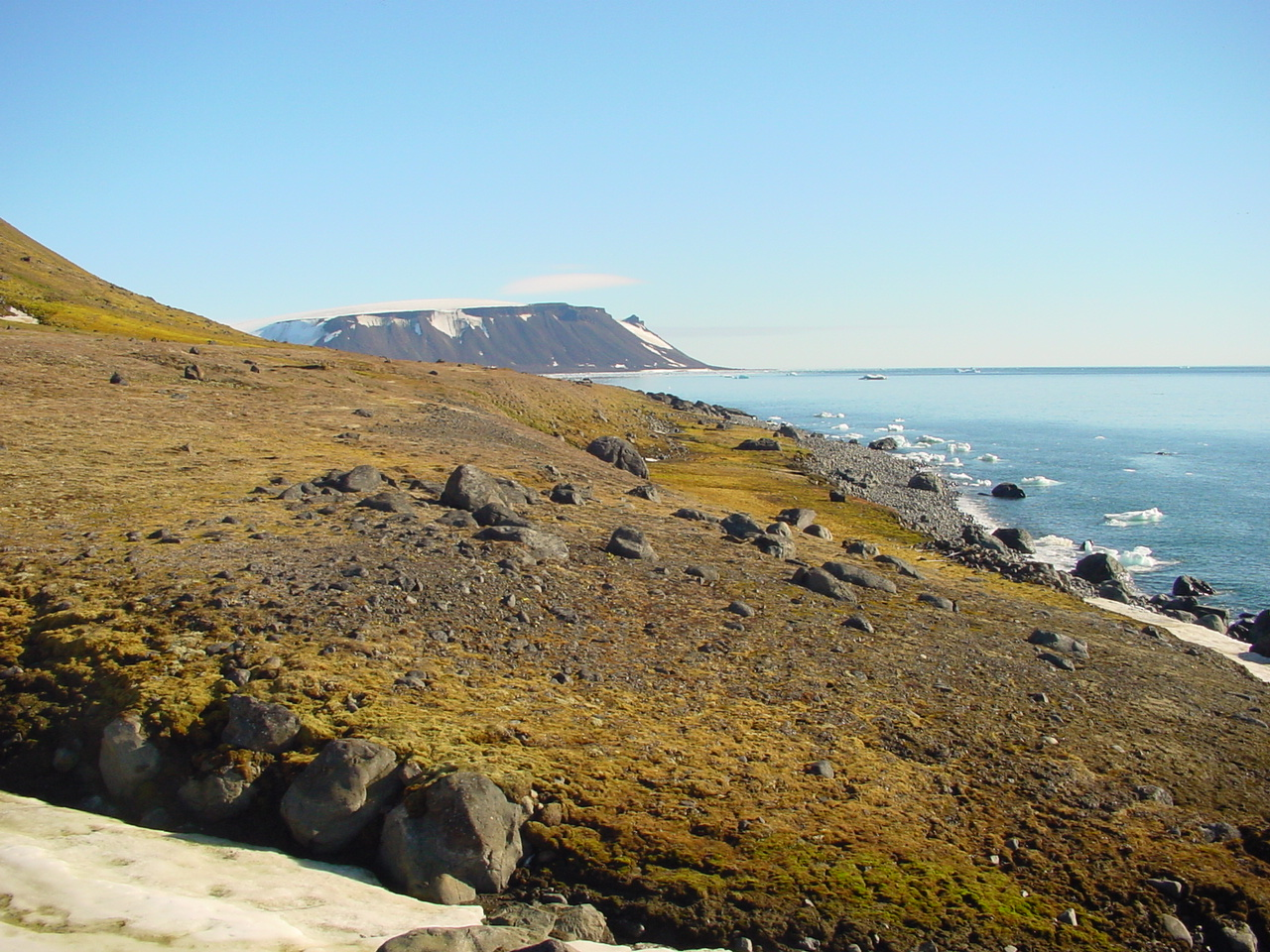
A Northbrook-sziget

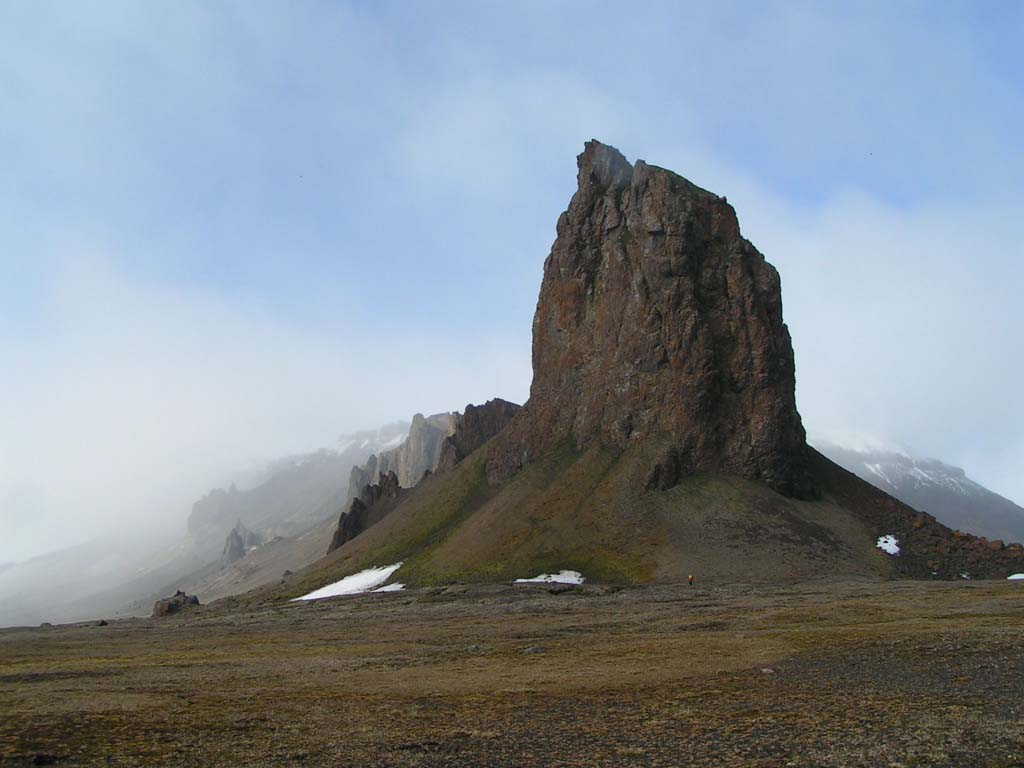
A Tegethoff-fok a Hall-szigeten

Januárban az átlagos napi legalacsonyabb hőmérséklet −15 °C a legmagasabb −10,5 °C. Júliusban az átlagos napi legalacsonyabb 0 °C a legmagasabb 
2,2 °C. Az évi középhőmérséklet −12,8 °C. Az utóbbi 30 évben a legmagasabb regisztrált hőmérséklet 13 °C volt, a legalacsonyabb pedig  −54 °C.
Csapadék egész évben előfordulhat, de a legtöbb tavasszal és ősszel esik. A nagy köd gyakori nyár vége felé.
A Nagurszkoje és SzevMeteo állomás adataiból.

### Állatvilág
A helyi állatok közül a legjellemzőbb a jegesmedve, a sarki róka és a rozmár. Sokféle madár, például sirályok, csüllők. Belugát, azaz fehér delfint is gyakran látnak a parti vizekben.
Találtak a Hooker-szigeten szarvasagancsot is, valószínűleg 1300 éve egy melegebb időszakban jutottak fel idáig rénszarvasok.

## Történelem
A szigetcsoportot 1873-ban fedezte fel egy osztrák–magyar expedíció Julius von Payer és Karl Weyprecht vezetésével, akik az uralkodó iránti tiszteletből I. Ferenc József után nevezték el. Az egyik sziget az expedíciót támogató Zichy Edmundról a Zichy-föld elnevezést kapta. A Monarchia nem jelentette be az igényét a szigetcsoportra, később Norvégia és a Szovjetunió is magának követelte azt. Utóbbi 1926-ban hivatalosan is saját birtokának nyilvánította a területet, és mivel a válaszul útnak indított két norvég hajó elakadt a jégben, a szovjet Georgij Szedov jégtörő legénysége hamarabb érkezett meg náluk. A szovjet kormány 1932-ben annektálta a területet, az Orosz SZSZSZK-hoz csatolta és katonai bázisokat létesített. A terület ma is Oroszországhoz tartozik. Katonai és tudományos kutatási célokból néhány szigeten megtelepültek. Az idelátogatás külön engedélyhez kötött.